# Haltere la Jocurile Olimpice de vară din 2012
Probele sportive de haltere la Jocurile Olimpice de vară din 2012 s-au desfășurat de la 28 iulie până la 7 august la centrul ExCeL din Londra. În program au figurat 15 probe: 8 la categoria masculin și 7 la feminin.

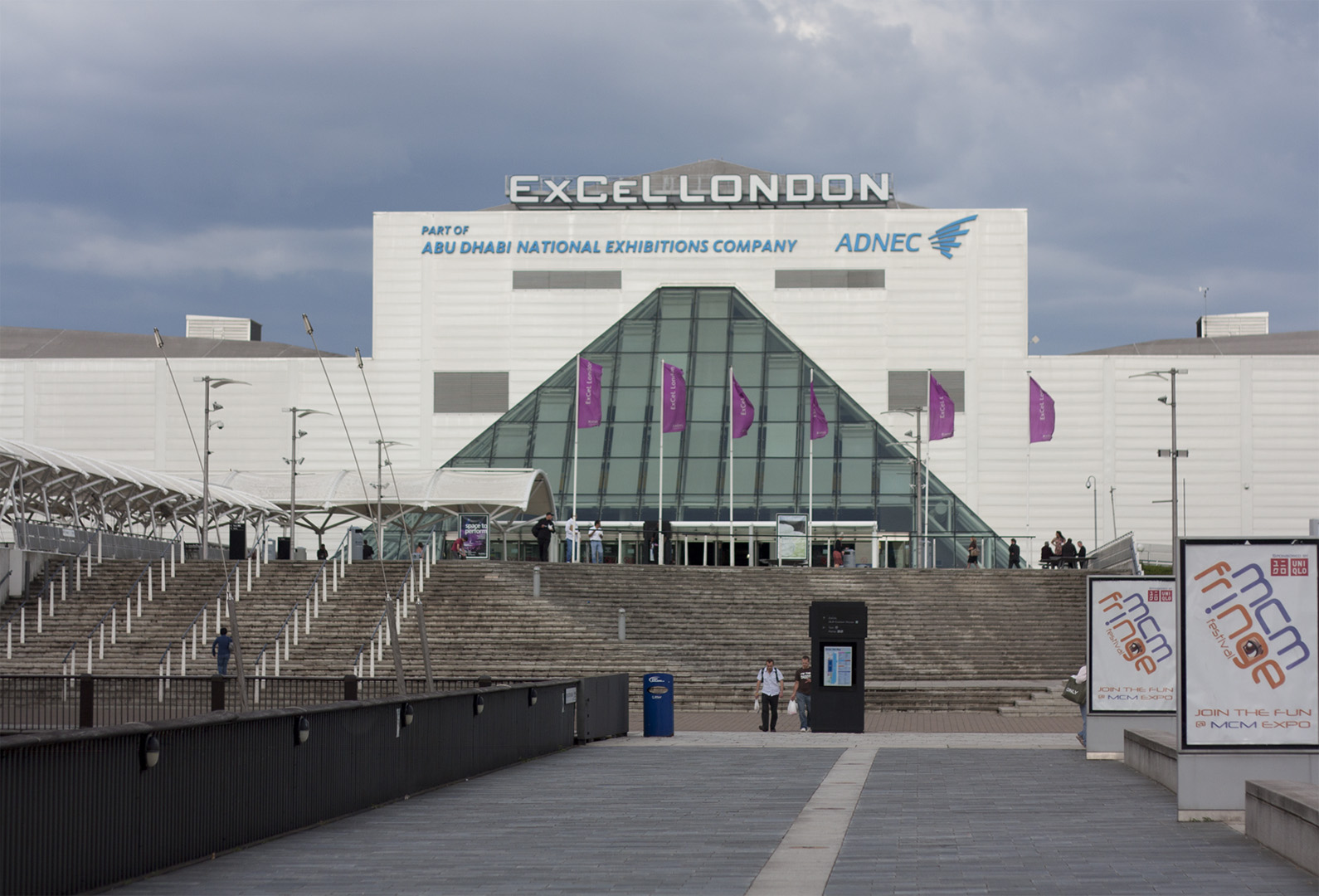
Centrul ExCeL

## Probele sportive
15 medalii vor fi puse la bătaie, în total, la următoarele probe sportive:
| - 56 kg masculin - 62 kg masculin - 69 kg masculin - 77 kg masculin - 85 kg masculin - 94 kg masculin - 105 kg masculin - +105 kg masculin |  | - 48 kg feminin - 53 kg feminin - 58 kg feminin - 63 kg feminin - 69 kg feminin - 75 kg feminin - +75 kg feminin |

## Rezultate

### Clasamentul țărilor
| Loc   | Țară            | Aur | Argint | Bronz | Total |
| ----- | --------------- | --- | ------ | ----- | ----- |
| 1     | China           | 5   | 2      | 0     | 7     |
| 2     | Coreea de Nord  | 3   | 0      | 1     | 4     |
| 3     | Iran            | 1   | 2      | 1     | 4     |
| 4     | Polonia         | 1   | 0      | 1     | 2     |
| 4     | Ucraina         | 1   | 0      | 1     | 2     |
| 6     | Kazahstan       | 1   | 0      | 0     | 1     |
| 7     | Rusia           | 0   | 2      | 1     | 3     |
| 8     | Indonezia       | 0   | 1      | 1     | 2     |
| 8     | România         | 0   | 1      | 1     | 2     |
| 10    | Taipeiul Chinez | 0   | 1      | 0     | 1     |
| 10    | Columbia        | 0   | 1      | 0     | 1     |
| 10    | Japonia         | 0   | 1      | 0     | 1     |
| 10    | Thailanda       | 0   | 1      | 0     | 1     |
| 14    | Azerbaidjan     | 0   | 0      | 1     | 1     |
| 14    | Canada          | 0   | 0      | 1     | 1     |
| 14    | Cuba            | 0   | 0      | 1     | 1     |
| Total | Total           | 12  | 12     | 10    | 34    |

### Feminin
| Categorie | Aur                                 | Argint                                | Bronz                                 |
| 48 kg     | Wang Mingjuan · China (CHN)         | Hiromi Miyake · Japonia (JPN)         | Ryang Chun-hwa · Coreea de Nord (PRK) |
| 53 kg     | vacant                              | Hsu Shu-ching · Taipeiul Chinez (TPE) | vacant                                |
| 58 kg     | Li Xueying · China (CHN)            | Pimsiri Sirikaew · Thailanda (THA)    | Yuliya Kalina · Ucraina (UKR)         |
| 63 kg     | vacant                              | Svetlana Tsarukayeva · Rusia (RUS)    | Christine Girard · Canada (CAN)       |
| 69 kg     | Rim Jong-sim · Coreea de Nord (PRK) | Roxana Cocoș · România (ROU)          | vacant                                |
| 75 kg     | vacant                              | vacant                                | vacant                                |
| +75 kg    | Zhou Lulu · China (CHN)             | Tatiana Kashirina · Rusia (RUS)       | vacant                                |

### Masculin
| Categorie | Aur                                | Argint                            | Bronz                                |
| 56 kg     | Om Yun-chol · Coreea de Nord (PRK) | Wu Jingbiao · China (CHN)         | Valentin Hristov · Azerbaidjan (AZE) |
| 62 kg     | Kim Un-guk · Coreea de Nord (PRK)  | Óscar Figueroa · Columbia (COL)   | Eko Yuli Irawan · Indonezia (INA)    |
| 69 kg     | Lin Qingfeng · China (CHN)         | Triyatno · Indonezia (INA)        | Răzvan Martin · România (ROU)        |
| 77 kg     | Lü Xiaojun · China (CHN)           | Lu Haojie · China (CHN)           | Iván Cambar · Cuba (CUB)             |
| 85 kg     | Adrian Zieliński · Polonia (POL)   | vacant                            | Kianoush Rostami · Iran (IRI)        |
| 94 kg     | Ilya Ilyin · Kazahstan (KAZ)       | vacant                            | vacant                               |
| 105 kg    | Oleksiy Torokhtiy · Ucraina (UKR)  | Navab Nassirshalal · Iran (IRI)   | Bartłomiej Bonk · Polonia (POL)      |
| +105 kg   | Behdad Salimi · Iran (IRI)         | Sajjad Anoushiravani · Iran (IRI) | Ruslan Albegov · Rusia (RUS)         |